# Geppy Gleijeses
Giuseppe Gleijeses, detto Geppy (Napoli, 7 ottobre 1954), è un attore, drammaturgo, regista teatrale, direttore artistico e produttore teatrale italiano.

## Biografia
Nipote del giornalista, storico e paroliere Vittorio Gleijeses e fratello dell'attrice Marilù Prati, per diversi anni è stato capocomico, dirigendo una compagnia teatrale del Mezzogiorno. È stato direttore artistico del Teatro Nazionale di Milano dal 1993 al 1999 ed è stato il fondatore del Teatro Stabile di Calabria con sede a Crotone (1999). Da luglio 2009 al 2023 è stato direttore del Teatro Quirino - Vittorio Gassman di Roma, succedendo all'Ente Teatrale Italiano che gestiva il teatro dal 1946.
Ha lavorato, tra gli altri, con Alberto Sordi, Giancarlo Cobelli, Eimuntas Nekrošius, Remo Girone, Luca De Filippo, Luigi De Filippo, Luciano De Crescenzo, i fratelli Taviani, Ornella Muti, Massimo Ranieri, Massimo Colatosti.
Nelle produzioni da lui dirette hanno lavorato registi come Luigi Squarzina, Mario Monicelli, Roberto Guicciardini, Aldo Trionfo, Mario Missiroli, Gigi Proietti, Ugo Gregoretti, Vittorio Caprioli e attori come Alida Valli, Marco Messeri, Gennaro Cannavacciuolo, Arnoldo Foà, Paola Gassman, Ugo Pagliai, Dominique Sanda, Laura Morante, Regina Bianchi, Isa Barzizza, Paola Quattrini, Mariano Rigillo, Bianca Toccafondi, Luigi Lo Cascio, Lucia Poli, Leopoldo Mastelloni, Raffaele Pisu.
Ha vinto alcuni premi tra cui il Premio I.D.I; Premio Antonio de Curtis; Premio Gino Cervi; Premio del Festival di Teatro Internazionale di Baltimora (U.S.A.).

## Teatro

### Attore
- Il figlio di Pulcinella di Eduardo De Filippo, regia di Bogdan Jerković (1974)
- Chi è cchiu' felice 'e me! di Eduardo De Filippo, regia di Geppy Gleijeses (1975)
- Gennareniello di Eduardo De Filippo, regia di Geppy Gleijeses (1975)
- La famiglia dell'antiquario di Carlo Goldoni, regia di Furio Bordon (1976)
- Felicitas di Mario Prosperi, regia di Augusto Zucchi (1977)
- Ammore e cummedia di Geppy Gleijeses e Marco Mete, musiche di Eugenio Bennato, Compagnia Napoli Nuova 77 (1979). Ruolo: Pulcinella[3][4]
- La piazza di Geppy Gleijeses e Marco Mete, Compagnia Napoli Nuova 77 (1979)
- Il voto di Salvatore Di Giacomo, regia di Virginio Puecher (1980)
- Quando a Napoli è commedia di Peppino De Filippo, regia di Luigi De Filippo (1981)
- Quaranta... ma non li dimostra! di Peppino De Filippo e Titina De Filippo, regia di Luigi De Filippo (1982)
- Triatro d'avanquartia di Geppy Gleijeses, regia di Ugo Gregoretti (1983)
- Vorticose passioni di Geppy Gleijeses, regia di Geppy Gleijeses (1983)
- Il malinteso di Albert Camus, regia di Sandro Sequi (1984)
- Vite private di Noël Coward, regia di Vittorio Caprioli (1985)
- La cintura di Alberto Moravia, regia di Roberto Guicciardini (1985)
- A porte chiuse, da Sartre a Mishima, regia di Sando Sequi (1986)
- La principessa Brambilla, adattamento di A. Diore, dal romanzo di E.T.A. Hoffmann, regia di Virginio Puecher (1987)
- Ritornati dal passato di Riccardo Pazzaglia, regia di Riccardo Pazzaglia (1987)
- La palla al piede di Georges Feydeau, regia di Armando Pugliese (1988)
- L'ispettore generale di Nikolaj Gogol', regia di Roberto Guicciardini (1989)
- Liolà di Luigi Pirandello, regia di Luigi Squarzina (1990)
- La pulce nell'orecchio di Georges Feydeau, regia di Gigi Proietti (1991)
- Arancia Meccanica di Anthony Burgess, regia di Chérif (1991)
- Arsenico e vecchi merletti di Joseph Kesselring, regia di Mario Monicelli (1992)
- Doktor Frankenstein Junior di Giampiero Alloisio e Geppy Gleijeses, regia di Armando Pugliese (1993)
- Le relazioni pericolose di Christopher Hampton, regia di Mario Monicelli (1994)
- L'albergo del libero scambio di Georges Feydeau, regia di Mario Missiroli (1995)
- Cantata per la festa dei bambini morti di mafia di Luciano Violante, regia di Geppy Gleijeses (1996)
- Una bomba in ambasciata di Woody Allen, regia di Mario Monicelli (1997)
- Il figlio di Pulcinella di Eduardo De Filippo, regia di Roberto Guicciardini (1998)
- Un coperto in più di Maurizio Costanzo, regia di Geppy Gleijeses (1999)
- Lacrime napoletane di Geppy Gleijeses, regia di Geppy Gleijeses (1999)
- Don Giacinto di Raffaele Viviani, regia di Geppy Gleijeses (2000)
- L'importanza di chiamarsi Ernesto di Oscar Wilde, regia di Mario Missiroli (2000)
- Le cinque rose di Jennifer di Annibale Ruccello, regia di Geppy Gleijeses (2001)
- Un marito ideale di Oscar Wilde, regia di Mario Missiroli (2002)
- Ragazze sole con qualche esperienza di Enzo Moscato, regia di Geppy Gleijeses (2003)
- Pigmalione di George Bernard Shaw, regia di Roberto Guicciardini (2004)
- Io, l'erede di Eduardo De Filippo, regia di Andrée Ruth Shammah (2005)
- Visione di Gesù con Afrodite di Giuliano Scabia, regia di Geppy Gleijeses (2006)
- Delitto perfetto di Frederick Knott, regia di Geppy Gleijeses (2007)[5]
- Ditegli sempre di sì di Eduardo De Filippo, regia di Geppy Gleijeses (2008)
- Il giuoco delle parti di Luigi Pirandello, regia di Egisto Marcucci ed Elisabetta Courir (2008)
- Lo scarfalietto di Eduardo Scarpetta, regia di Geppy Gleijeses (2012)
- L'affarista di Honoré de Balzac, regia di Antonio Calenda (2011)
- Miseria e nobiltà di Eduardo Scarpetta, regia di Geppy Gleijeses (2012)
- A Santa Lucia, di Raffaele Viviani, regia di Geppy Gleijeses (2012)
- L'importanza di chiamarsi Ernesto di Oscar Wilde, regia di Geppy Gleijeses (2013)
- L'uomo, la bestia e la virtù di Luigi Pirandello, regia Geppy Gleijeses (2014)
- Il bugiardo di Carlo Goldoni, regia Alfredo Arias (2015)
- Filumena Marturano di Eduardo De Filippo, regia Liliana Cavani (2016)
- Così parlò Bellavista, dal romanzo di Luciano De Crescenzo, regia di Geppy Gleijeses (2018)
- Il piacere dell'onestà di Luigi Pirandello, regia Liliana Cavani (2019)
- Amadeus di Peter Shaffer, regia di Andrej Končalovskij (2019)
- Servo di scena, di Ronald Harwood, regia Guglielmo Ferro (2022)
- Testimone d'accusa di Agatha Christie, regia di Geppy Gleijeses (2022)
- Uomo e galantuomo di Eduardo De Filippo, regia di Armando Pugliese (2022)
- Il fu Mattia Pascal, adattamento di Marco Tullio Giordana e Geppy Gleijeses, regia di Marco Tullio Giordana (2024)

### Drammaturgo
- Ammore e cummedia, scritto con Marco Mete (1979)
- La piazza, scritto con Marco Mete (1979)
- Triatro d'avanquartia (1983)
- Vorticose passioni (1983)
- Lacrime napoletane (1999)

## Filmografia
- In memoria di una signora amica di Giuseppe Patroni Griffi, regia di Mario Ferrero - prosa televisiva trasmessa dal Secondo canale il 28 ottobre 1978.
- La scena di Napoli, regia di Marina Malfatti e Riccardo Tortora - miniserie TV (1980)
- Il voto, regia di Bruno Resia - film TV (1981)
- Quel piccolo campo di Peppino De Filippo, regia di Luigi de Filippo e Stefano Roncoroni - prosa televisiva trasmessa il 10 agosto 1982.
- Chi mi aiuta...?, regia di Valerio Zecca (1983)
- Il caso Pupetta Maresca, regia di Marina Malfatti e Riccardo Tortora - film TV (1983)
- Così parlò Bellavista, regia di Luciano De Crescenzo (1984)
- Il mistero di Bellavista, regia di Luciano De Crescenzo (1985)
- Il caso Ettore Grande, regia di Marina Malfatti e Riccardo Tortora - film TV (1985)
- Il sole anche di notte, regia di Paolo e Vittorio Taviani (1990)
- Vacanze di Natale '91, regia di Enrico Oldoini (1991)
- Dalla notte all'alba, regia di Cinzia TH Torrini - miniserie TV (1992)
- L'albergo del libero scambio, regia di Mario Missiroli - prosa TV (1997)
- Non lasciamoci più - serie TV (2001)
- Gorbaciof, regia di Stefano Incerti (2010)
- Inganno, regia di Pappi Corsicato – miniserie TV (2024)

## Riconoscimenti
- Premio Flaiano sezione teatro[6]
  - 2017 - Premio all'interpretazione per Filomena Marturano di Eduardo De Filippo, regia di Liliana Cavani[7]